# Dianthus crassipes
Dianthus crassipes är en nejlikväxtart som beskrevs av R. de Roemer. Dianthus crassipes ingår i släktet nejlikor, och familjen nejlikväxter. Inga underarter finns listade i Catalogue of Life.